# Магрицька Ірина Василівна
Ірина Василівна Магрицька (нар. 17 грудня 1961, Донецьк) — українська громадська діячка, публіцистка, філологиня. Кандидат філологічних наук, доцент кафедри філології та перекладу Івано-Франківського національного технічного університету нафти і газу, голова Луганської обласної філії Асоціації дослідників голодоморів в Україні, кавалерка ордена княгині Ольги III ступеня.

## Освіта і наукові ступені
- 1983 року закінчила філологічний факультет Луганського (тоді Ворошиловградського) державного педагогічного інституту імені Тараса Шевченка за фахом «учитель української мови та літератури».[2].
- 2000 захистила кандидатську дисертацію на тему «Весільна лексика українських східнослобожанських говірок (Луганська область)».

## Кар'єра
- 1983—1991 — працювала вчителькою української мови та літератури у школах.
- 1991—2003 — викладала на кафедрі української мови Луганського державного педагогічного інституту імені Тараса Шевченка з перервою на навчання в аспірантурі при цій же кафедрі (1996—1999).
- 2003—2006 рр. — доцент кафедри журналістики Східноукраїнського національного університету імені Володимира Даля. Від 2006 р. і до сьогодні — доцент кафедри української мови та літератури цього ж університету.
- 2006—2014 рр. — доцент кафедри української мови та літератури Східноукраїнського національного університету імені Володимира Даля.
- 2014—2015 рр. — доцент кафедри педагогіки та психології Київського обласного інституту післядипломної освіти педагогічних кадрів.
- 2015 — серпень 2018 — доцент кафедри філології та перекладу Івано-Франківського національного технічного університету нафти і газу.

У Східноукраїнському національному університету ім. Володимира Даля читала курси: структурна лінгвістика, історія української літературної мови, діалектологія.

## Наукові роботи
Має 72 наукових публікації, 11 науково-методичних праць і 86 публіцистичних статей у періодичних виданнях.
Є авторкою «Словника весільної лексики українських східнослобожанських говірок (Луганська область)» (172 с., 2003 р.)
Є авторкою книг
- «На нашій, не своїй землі…». Українство на півдні та сході України" (43 с., 2009 р.),
- «Справжній Ворошилов» (24 с., 2011 р.),
- «Весільний обряд на Східній Слобожанщині» (44 с., 2011 р.),
- «Донбас — це теж Україна!» (24 с., 2012 р.).

Упорядкувала книги
- «Врятована пам'ять. Голодомор 1932-33 років на Луганщині: свідчення очевидців» (480 с., 2008 р.),
- «Пам'ять, закарбована у слові: Письменники Луганщини про Голодомор на Луганщині» (80 с., 2008 р.).

Є авторкою ідеї та продюсеркою документально-публіцистичного фільму «Закляття безпам'ятства. Голодомор 1932—1933 рр. на Луганщині» (свідоцтво про реєстрацію авторського права на твір № 28992, видане 01.06.2009 р.; автор сценарію та режисер фільму — Олександр Крамаренко, оператор — Олексій Мовсесян).
За власною ініціативою обстежила упродовж 2003—2007 сільські райони Луганської області, побувала у майже 300 населених пунктах і записала на відео- та аудіоплівку свідчення очевидців Голодомору 1932—1933 рр., які стали основою для книги «Врятована пам'ять» та фільму «Закляття безпам'ятства». У 2008—2011 рр. цей фільм був показаний на телеканалах Луганської, Харківської, Львівської, Тернопільської та Івано-Франківської областей України, а також для української громади міста Торонто (Канада).
Із просвітницькою метою друкує в місцевій і загальноукраїнській пресі статті історичної тематики, в яких розвінчує радянські міфи. За це неодноразово ставала об'єктом цькування з боку луганської влади.

## Родина
Одружена з Олександром Крамаренком (1955 р.н.; Заслужений журналіст України).

## Громадська діяльність
З 2003 очолює Луганську обласну філію Асоціації дослідників голодоморів в Україні.
Є членкинею Всеукраїнського товариства «Просвіта» ім. Т. Шевченка, Наукового товариства імені Шевченка, Національної спілки журналістів України, Організації Українських Націоналістів.
У період 2002—2006 рр. була членкинею Української республіканської партії «Собор».
З 2009 р. до 2012 р. була кандидаткою на членство у ВО «Свобода», але політрада з невідомих причин не прийняла її до лав партії; у лютому 2012 р. заявила про припинення співпраці з цією партією. В даний час безпартійна.
Виступала на Луганському обласному радіо та луганських телеканалах «ЛОТ», «ІРТА» з циклами передач народознавчої, мовознавчої та історичної тематики; 2007 р. взяла участь у передачі на луганському телеканалі ЛОТ із теми Голодомору;
2010 р. була запрошена на радіо «Культура», 2011 р. — на львівський телеканал «12».
Виступала з доповіддю «Стан українства на півдні та сході України» на IX Світовому конгресі українців (Київ, 2008 р.), з доповіддю «Слово за захист людей Донбасу» — на V Всесвітньому форумі українців (Київ, 2011 р.).

## Відзнаки
- 2007 — указом Президента України від 02.10.2007 р. нагороджена «Орденом княгині Ольги» III ступеня «за вагомий особистий внесок у розвиток національної освіти, багаторічну сумлінну працю й високий професіоналізм»;
- посіла перше місце в Другому всеукраїнському конкурсі для журналістів з тематики Голодомору 1932—1933 рр. у номінації «Найкраща публікація в Інтернеті» (за статті в газеті «День» — «Політична нація та пам'ять»[4] і «Доля сільської дівчинки з Луганщини як звинувачення більшовизму»)[5].
- 2011 р. — лауреатка Конкурсу україністики Фонду Волиняків-Швабінських при Фундації Українського вільного університету в Нью-Йорку (друга премія) за цикл творів «Врятована пам'ять. Голодомор 1932-33 рр. на Луганщині: Свідчення очевидців»;
- нагороджена орденом «Покрова Пресвятої Богородиці» «за особисті видатні заслуги перед Батьківщиною, українським народом та українським козацтвом; за відданість Богові та Україні».

## Публікації
- Північно-східна Слобожанщина (Новопсковський, Біловодський, Міловський райони Луганської області): Матеріали фольклорно-діалектологічних експедицій / Упорядники: Магрицька І. В., Семистяга В. Ф., Сікорська З. С., Чорнопиский М. Г., Шевцова В. О. — Львів: Видавничий центр ЛНУ ім. Івана Франка, 2002. — 256 с.
- Словник весільної лексики українських східнослобожанських говірок (Луганська область). — Луганськ: Знання, 2003. — 172 с.
- Українська мова: Структурований практикум з орфографії: З. С. Сікорська, І. В. Магрицька, А. О. Панченков. — К.: А. С. К., 2005. — 240 с.
- Весільний обряд на Східній Слобожанщині [Архівовано 1 грудня 2012 у Wayback Machine.]: навч. посібник. — Луганськ: СПД Рєзников В. С., 2011. — 44 с.
- Врятована пам'ять. Голодомор 1932-33 рр. на Луганщині: Свідчення очевидців. [Архівовано 23 грудня 2012 у Wayback Machine.] — Т. 1 / Упорядник І. Магрицька. — Луганськ: Промдрук, 2008. — 464 с., вкладки 16 с., іл.
- Пам'ять, закарбована у слові: Письменники Луганщини про Голодомор 1932—1933 років [Архівовано 30 грудня 2011 у Wayback Machine.] / Упорядник І. Магрицька. — Луганськ: Промдрук, 2008. — 80 с.
- Справжній Ворошилов. — Луганськ: ПЦ «Максим», 2011. — 24 с.

Наукові статті
- Назви весільного печива в українських східнослобожанських говірках // Вісник Луганського державного педагогічного університету ім. Тараса Шевченка. Філологічні науки. — 1999. — № 5. — С. 78 — 89.
- Моральні критерії та норми поведінки в семантиці назв молодої після обряду першої шлюбної ночі (на матеріалі українських східнослобожанських говірок) // Вісник Луганського державного педагогічного університету ім. Тараса Шевченка. Філологічні науки. — 1999. — № 7. — С.90 — 92.
- Семантична мотивація весільних назв у східнослобожанських говірках // Вісник Луганського державного педагогічного університету імені Тараса Шевченка. Філологічні науки. — 2000. — № 4. — С. 49 — 54.
- Етнолінгвістичне прочитання назв весільного деревця (на матеріалі українських східнослобожанських говірок) // Вісник Житомирського педагогічного університету. — 1999. — № 4. — С. 64 — 69.
- Назви весільних страв і напоїв у східнослобожанських говірках // Вісник Луганського державного педагогічного університету імені Тараса Шевченка. Філологічні науки. — 2000. — № 9. — С. 65 — 73.
- Символіка тканинних виробів у східнослобожанському весіллі // Луганщина: етнокультурний вимір. — Луганськ, 2001. — С. 90 — 99.
- До витоків весільної фразеології (етнокультурний аналіз східно-слобожанських ідіом на позначення весільних обрядів та обрядодій) // Філологічні студії: Науковий часопис Волинського державного університету імені Лесі Українки. — 2001. — № 3. — С. 99 — 107.
- З лексики весільного обряду: назви молодих у східнослобожанських говірках // Волинь-Житомирщина: Історико-філологічний збірник з реґіональних проблем. — 2001. — № 6. — С. 262—273.
- Архаїчна семантика фразеологізму грызты пичъ ‘оглядини’ // Образне слово Луганщини. — Луганськ, 2002. — С. 77 — 79.
- Східнослобожанські говірки Луганщини: культурний аспект дослідження // Східнослобожанські українські говірки: Науково-навчальний посібник. Частина 2. — Луганськ: ЛДПУ, 2002. — С. 37 — 43.
- Динаміка весільної лексики в українських східнослобожанських говірках: назви персонажів весільної драми // Лексико-граматичні інновації в сучасних слов'янських мовах: Матеріали Всеукраїнської наукової конференції / Уклад. та наук. ред. Т. С. Пристайко. — Дніпропетровськ, 2003. — С. 26 — 30.
- Рідна мова як засіб патріотичного виховання молоді // Освіта Донбасу. — 2003. — № 1. — С. 15 — 17.
- Назви передвесільних обрядів у східнослобожанських українських говірках // Донецький вісник Наукового товариства ім. Шевченка. Т. 4. — Донецьк, 2003. — С. 178—186.
- Семантична структура і культурна мотивація весільних фразеологізмів у східнослобожанських говірках // Діалектологічні студії. 2: Мова і культура / Відп. ред. П. Гриценко, Н. Хобзей. — Львів: Інститут українознавства ім. І. Крип'якевича НАН України, 2003. — С. 182—193.
- Про відьом і нечисту силу (тексти) // Діалектологічні студії. 2: Мова і культура / Відп. ред. П. Гриценко, Н. Хобзей. — Львів: Інститут українознавства ім. І. Крип'якевича НАН України, 2003. — С. 303—305.
- Традиційний український весільний обряд на Сватівщині // Бахмутський шлях. — 2003. — № 1-2. — С. 161—166.
- Подвижник донської діалектології — Олексій Миртов // Діалектологічні студії. 4: Школи, постаті, проблеми / Відп. ред. П. Гриценко, Н. Хобзей. — Львів: Інститут українознавства ім. І. Крип'якевича НАН України, 2004. — С. 177—186.
- Назви передвесільних і передшлюбних обрядів в українських східнослобожанських говірках // Донецький вісник Наукового товариства ім. Шевченка. Т. 5. — Донецьк, 2004. — С. 422—431.
- Чи дбає держава про своє майбутнє? // Розбудова держави: Незалежний громадсько-політичний часопис. — 2004. — № 1-3. — С. 37 — 42.
- Українська мова як чинник державотворення [Архівовано 5 березня 2016 у Wayback Machine.] // Універсум. — 2004. — № 10-12. — С. 16 — 21.
- Голодомор 1932—1933 років на сході України: свідчення з Луганської области // Відлуння голодомору-ґеноциду 1932—1933. Етнокультурні наслідки голодомору в Україні. — Львів: НТШ, 2005. — С. 174—183.
- Спостереження над живим мовленням українців Росії (говірки сіл Волошине і Рогалик Міллерівського району Ростовської області) // Діалектологічні студії. 5: Фонетика, морфологія, словотвір / Відп. ред. П. Гриценко, Н. Хобзей. — Львів: Інститут українознавства ім. І. Крип'якевича НАН України, 2005. — С. 11 — 28.
- Фактологічні джерела про трагедію 1932—1933 років на Луганщині // Голодомори в Україні. Геноцид і опір: Матеріали III Міжнар. наук. конф. 10 груд. 2004 р. — К.: МАУП, 2005. — С. 156—162.
- Робота зі збору матеріалу про трагедію 1932—1933 рр. на Луганщині // Єврейсько-більшовицький переворот 1917 року як передумова червоного терору та українських голодоморів: Матеріали IV Міжнар. наук. конф., Київ, 25 листоп. 2005 р. — К.: МАУП, 2006. — С. 83 — 94.
- Donbas i przyszłość Ukrainy // Nova Ukraina: Zeszyty historyczno-politologiczne. — Kraków. — 2006. — № 1. — С. 119—130.
- Семантика і номінація ритуальних викупів у східнослобожанському весіллі // Волинь-Житомирщина: Історико-філологічний збірник з регіональних проблем. — 2007. — № 16. — С. 58 — 69.
- Свято української вишивки (сценарій)[недоступне посилання з липня 2019] // Освіта Донбасу. — 2007. — № 5-6. — С. 106—114.
- Історія однієї української родини в контексті розкуркулення та Голодомору // Проблеми історії України: Факти, судження, пошуки: Міжвідомчий збірник наукових праць. Вип. 17 / Голова редкол. С. Кульчицький. — К.: Інститут історії України НАН України, 2007. — 208—219.
- Про що розповідають назви передвесільних гулянь молоді // Український смисл (Дніпропетровський національний університет). — 2007. — № 1-2. — С. 58 — 61.
- Україномовна освіта на сході незалежної України: реальність чи міф // Творча спадщина Бориса Грінченка й українська національна ідея: матеріали Всеукр. наук. конф. до 145-ї річниці з дня народження Бориса Грінченка / Луганський національний університет імені Тараса Шевченка. — Луганськ: СПД Рєзніков В. С., 2008. — С. 79 — 87.
- Трансформація питомих українських прізвищ як негативний чинник українського державотворення // Український смисл (Дніпропетровський національний університет). — 2009. — № 2-3. — С. 11 — 16.
- Рецензія на книгу Ірини Фаріон «Мовна норма: знищення, пошук, віднова: Науково-навчальне видання» (Івано-Франківськ, 2009. — 328 с.+ компакт-диск) // Дивослово. — 2010. — № 7. — С. 35-37.
- Мовні норми мають бути законом // Чи стане українська мова рідною для українців? Проекти законів, матеріали конференцій, статті. — К.: ВЦ «Просвіта», 2010. — С. 168—173.
- Мовна політика «помаранчевої» влади // Мова, суспільство, журналістика: За матеріалами XV міжнародної науково-практичної конференції з проблем функціонування розвитку української мови «Культура мови сучасних мас-медіа в системі соціальних комунікацій» (Київ, 10 квітня 2009) / Присвячується 75-річчю Бориса Олійника / За ред.. В. В. Різуна, А. І. Мамалиги / Упоряд. Д. Данильчук, І. Забіяка, А. Мамалига. — К.: Інститут журналістики КНУ імені Тараса Шевченка, 2011. — С. 45 — 51.
- Фразеологізм заводити на посад у східнослобожанському весіллі // Образне слово Луганщини:: Матеріали XI Всеукр. наук.-практ. конф. Імені Віктора Ужченка (м. Луганськ, 20 квітня 2012 р.) / ДЗ «Луган. нац. ун-т імені Тараса Шевченка» / За заг. ред. проф. О. М. Горошкіної. — Вип. 11. — Луганськ: ДЗ «ЛНУ імені Тараса Шевченка», 2012. — 348 с. — С. 170—172

Публіцистика
- Новітня історія без прикрас // Молодогвардеец. — 2002. — № 14 (22). — С. 11.
- Тарасове свято в Луганську // Патріот України. — 2002. — № 21 (2071). — С. 5.
- Філологічна еліта України: Зінаїда Сікорська // Україна Придінцева. — 2002. — № 9 (18). — С. 3.
- Жнива скорботи: документальні свідчення // Самостійна Україна. — 2002. — № 38 (483). — С. 4 — 5.
- Чинник державотворення // Слово Просвіти. — 2004. — Ч. 45 (265). — С. 5 — 6.
- Не-вибір 2004: Чому на Луганщині так мало голосувало за Ющенка // Молодогвардеец. — 2004. — № 51 (89). — С. 6.
- Найбільш свідома частина суспільства, до якої ми себе справедливо відносимо, прагне «портфелів» не з корисливою метою, а зі шляхетною — метою отримати важелі управління, які б допомогли нам втілити в життя ті ідеї, які ми сповідуємо (Виступ на XIV з'їзді УРП «Собор»). — Самостійна Україна. — 2005. — № 8 (602). — С. 4 — 5.
- Магрицька Ірина. Павутиння гральної пристрасті // Наша газета. — 2005. — № 67 — 68 (19 травня). — С. 10.
- Гетьман Пилип Орлик і перша Українська конституція. [Архівовано 1 листопада 2011 у Wayback Machine.]
- Освітянська драма в Бараниківці. [Архівовано 11 грудня 2011 у Wayback Machine.]
- Політична нація та пам'ять. [Архівовано 4 червня 2008 у Wayback Machine.]
- Доля сільської дівчинки з Луганщини як звинувачення більшовизму. [Архівовано 6 лютого 2010 у Wayback Machine.]
- Самоврядування по-луганськи, або Як місцеві можновладці змінили український правопис.[недоступне посилання з липня 2019]
- «Гуманітарний» з'їзд як продукт українських негуманітарних проблем. [Архівовано 12 травня 2008 у Wayback Machine.]
- Чому на сході України в Президента так мало однодумців.
- «Яка мова, такі й думки наші…» // Свобода (тижневик Українського народного союзу, США). — 2008. — № 44 (31 жовтня). — С. 5, 16.
- Як я вступала до спілки журналістів: Відкритий лист до редакції часопису «Журналіст України» // Журналіст України. — 2008. — № 12. — С. 6 — 7.
- http://irtafax.com.ua/night_lugansk/2009-05-20-48.html Ще раз про «історічєскіє міфи». Громадянин України Олександр Акентьєв як дзеркало російської імперської ідеології.[недоступне посилання з липня 2019]
- Що таке Слобожанщина і хто такі слобожани.[недоступне посилання з липня 2019]
- Змінив українське прізвище — і ти вже не українець… [Архівовано 29 березня 2016 у Wayback Machine.]
- «Дружба народів» на кістках луганчан (Відкритий лист Луганському міському голові С. І. Кравченку).[недоступне посилання з липня 2019]
- Почему я хочу, чтобы Украина была в НАТО.[недоступне посилання з липня 2019]
- «На нашій, не своїй землі…» (Українство на півдні та сході України). [Архівовано 5 березня 2016 у Wayback Machine.] — Вісник Української всесвітньої координаційної ради. — 2009. — № 1-2. — 43 с.
- Коли бракує державної ідеології, або Чи потрібна нам така сильна місцева влада?
- Чому я за Ющенка. [Архівовано 1 січня 2010 у Wayback Machine.]
- Кому вигідна неправда про ОУН-УПА.
- Гримаси виборчих перегонів. [Архівовано 31 січня 2010 у Wayback Machine.]
- Слова — це валюта. [Архівовано 4 березня 2016 у Wayback Machine.]
- Увічнення пам'яті жертв Голодомору-33: регіональні (і не тільки) проблеми. [Архівовано 12 березня 2016 у Wayback Machine.]
- Страшна правда, якої президент не хоче бачити і чути. Відкритий лист Вікторові Януковичу.[недоступне посилання з липня 2019]
- Ой на Івана, та й на Купала…
- Перші ластівки новітнього тоталітаризму.[недоступне посилання з липня 2019]
- Що таке захист «російськомовних» в Україні. [Архівовано 31 липня 2010 у Wayback Machine.]
- Чому я зрадила московську церкву.[недоступне посилання з липня 2019]
- Інтегруємось…
- Пане Андруховичу! Почуйте голос із Донбасу! (риторична репліка на заяву щодо від'єднання Донбасу і Криму від України). [Архівовано 20 серпня 2011 у Wayback Machine.]
- Мовні норми мають бути законом. [Архівовано 5 березня 2016 у Wayback Machine.]
- «Така омріяна Незалежність»: Інтерв'ю з Василем Голобородьком. [Архівовано 7 липня 2013 у Wayback Machine.]
- Обережно: ви під контролем.[недоступне посилання з липня 2019]
- «Нова демократія» в «новій країні». [Архівовано 29 червня 2011 у Wayback Machine.]
- Усе почалося з Донбасу… [Архівовано 1 квітня 2016 у Wayback Machine.]
- Луганчани й досі вірять в комуністичні ідеали. На жаль.[недоступне посилання з липня 2019]
- Про «особливості української демократії». [Архівовано 5 березня 2016 у Wayback Machine.]
- Чому ми боїмося міліції. [Архівовано 13 грудня 2011 у Wayback Machine.]
- Донбаська влада боїться українських письменників.[недоступне посилання з липня 2019]
- Червонопрапорна вакханалія.[недоступне посилання з липня 2019]
- Партія регіонів: Час розплати настав. [Архівовано 26 серпня 2011 у Wayback Machine.]
- Вибори в Заайдарівці: початок кінця ПР? [Архівовано 19 серпня 2017 у Wayback Machine.]
- Слово на захист людей Донбасу [Архівовано 12 липня 2012 у Wayback Machine.] // Універсум. — 2011. — № 7-8. — С. 24 — 29.
- «Перемагають сильні духом!»[6]
- Четверта хвиля еміграції — чи українська?[недоступне посилання з липня 2019]
- Примус до «руского міра». [Архівовано 17 грудня 2011 у Wayback Machine.]
- Куди тягне Україну неукраїнське козацтво.[недоступне посилання з липня 2019]
- Проклята Росією: Кого хоче поставити на п'єдестал Арсен Клінчаєв.[недоступне посилання з липня 2019]
- Правда і міфи про Голодомор [Архівовано 29 грудня 2011 у Wayback Machine.]
- Наукова мова в постколоніальній Україні. [Архівовано 23 лютого 2014 у Wayback Machine.]
- Традиційне Різдво мало б об'єднати Україну. [Архівовано 24 листопада 2012 у Wayback Machine.]
- Влада не збирається програвати вибори на Донбасі [Архівовано 24 листопада 2012 у Wayback Machine.]
- У Луганську вшанували Тараса Шевченка. [Архівовано 5 березня 2016 у Wayback Machine.]
- Українці захищають своє право жити в національній державі. [Архівовано 2 квітня 2016 у Wayback Machine.]
- Обережно, суржик! [Архівовано 5 березня 2016 у Wayback Machine.]
- Не спішіть відділяти Донбас від України! [Архівовано 5 липня 2012 у Wayback Machine.]
- Провладний шовінізм у Луганську.[недоступне посилання з липня 2019]

Рецензії на праці Магрицької
- Тимошевська Д. Г. Загляньмо в незамулену слобожанську криницю! (На зб. «Північно-східна Слобожанщина») // Бахмутський шлях. — 2002. — № 3-4. — С. 194—195.
- Сімович Оксана. Весільна драма — об'єкт лексикографічного дослідження (На «Словник весільної лексики») // Діалектологічні студії. 3: Збірник пам'яті Ярослави Закревської / Відп. ред. П. Гриценко, Н. Хобзей. — Львів: Інститут українознавства ім. І. Крип'якевича НАН України, 2003. — С. 572—576.
- Найрулін Анатолій. Нові етнолінгвістичні свідчення зі Східної Слобожанщини (На «Словник весільної лексики») // Бахмутський шлях. — 2003. — № 1-2. — С. 170—172.
- Мицик Юрій. Рецензія на книгу «Врятована пам'ять. Голодомор 1932—1933 рр. на Луганщині: Свідчення очевидців» (Упорядник Ірина Магрицька). — Луганськ, 2008. — 464 с. // Проблеми історії України: Факти, судження, пошуки: Міжвідомчий збірник наукових праць. Вип. 18. Спеціальний: «Голод 1932—1933 років — геноцид українського народу». Відп. ред. С. Кульчицький; упор. О. Веселова. — К.: Інститут історії України України, 2008. — С. 466—468.
- Музиченько Ярослава. Злочин на кордоні з Росією. Дослідники Голодомору з Луганщини створили документальний фільм про причини і наслідки геноциду українців [Архівовано 27 грудня 2009 у Wayback Machine.] // Україна молода. — 19.11.2009. — С. 11.
- Руднева Татьяна. Знать, помнить, верить (На фільм «Закляття безпам'ятства. Голодомор 1932—1933 рр. на Луганщині») [Архівовано 3 жовтня 2012 у Wayback Machine.] // Свободный репортер. — 02.12.2009. — С. 5.
- Субъективные впечатления от просмотра документально-публицистического фильма «Закляття безпам'ятства. Голодомор 1932-33 рр. на Луганщині».
- Даниленко Василь. Ліки від манкуртства. Рец. на док. Фільм «Закляття безпам'ятства. Голодомор 1932-1933-х років на Луганщині» [Архівовано 16 жовтня 2012 у Wayback Machine.] // Краєзнавство. — 2010. — № 1-2. — С. 272—273.
- Чорнопиский Михайло. Кати живуть довше, ніж їхні жертви (На фільм «Закляття безпам'ятства. Голодомор 1932—1933 рр. на Луганщині») // Літературна Україна. — 2010. — № 23 (5355) від 24 червня. — С. 1, 3.

І. Магрицька як автор колективних листів
- Оце така свобода слова! Відкритий лист Президентові України. [Архівовано 2 квітня 2016 у Wayback Machine.]
- Звернення представників української інтелігенції щодо присвоєння Донецькому національному університету імені Василя Стуса. [Архівовано 2 вересня 2012 у Wayback Machine.]
- Мерія застосовує ненормативну лексику в назвах парків. Сквер «Молодьожний» — це якою мовою?[недоступне посилання з липня 2019]
- Їхні імена не викреслити з історії!
- Свободу Володимиру Сапі! [Архівовано 20 жовтня 2013 у Wayback Machine.]
- Вище — тільки до Бога: Луганська інтелігенція звернулася з листом до Митрополита УПЦ Володимира.
- Заява Луганського народного комітету порятунку України з приводу встановлення пам'ятника жертвам націоналістів з ОУН-УПА у Луганську. [Архівовано 4 березня 2016 у Wayback Machine.]

Публікації про І. Магрицьку
- Українське небо над Луганщиною!
- Викладач луганського університету нагороджена орденом княгині Ольги
- Zenon Zawada. The Holodomor 75 years later the Luhansk oblast // The Ukrainian Weekly. — Sunday. November 9, 2008. — P. 3, 22.
- Про цензуру фільму «Закляття безпам'ятства. Голодомор 1032—1933 рр. На Луганщині».[недоступне посилання з липня 2019]
- Люди, которые заставили о себе говорить.[недоступне посилання з липня 2019]
- Про фільм «Закляття безпам'ятства».[недоступне посилання з липня 2019]
- Пилипенко Віктор. Для націоналізму Схід завжди був плодючим тереном. Інтерв'ю з Іриною Магрицькою. [Архівовано 16 червня 2012 у Wayback Machine.]
- Виктория Симбирская. Back in the USSR. В Луганске хотят развенчать культ личности Ворошилова
- Против Ирины Магрицкой начались репрессии. [Архівовано 5 березня 2016 у Wayback Machine.]
- Міліція взялась за письменницю, яка критикувала Ворошилова.
- Історична постать зі знаком «мінус».
- Юбилей Ворошилова: У вас — своя «свадьба», у нас — своя… [Архівовано 29 серпня 2014 у Wayback Machine.]
- Антонович Мирослава. Життя подружжя луганських патріотів під загрозою.[недоступне посилання з липня 2019]
- Крамаренко Олександр. Дієвий патріотизм Ірини Магрицької. Відомій дослідниці Голодомору — 50. [Архівовано 13 березня 2016 у Wayback Machine.]
- Кисельов Юрій. Ірина Магрицька: «Українська справа — мій свідомий вибір»